# Virneburg
Virneburg ist eine Ortsgemeinde im Landkreis Mayen-Koblenz in Rheinland-Pfalz. Sie gehört der Verbandsgemeinde Vordereifel an, die ihren Verwaltungssitz in Mayen hat.

## Geographie

### Geographische Lage
Die Ortsgemeinde Virneburg liegt in der Vulkaneifel. Die nächsten Städte sind ca. 15 km im Osten Mayen und 15 km im Westen Adenau.
Die durchschnittliche Höhe liegt bei 402 m ü. NHN. Der Ort liegt in einem Tal – umgeben von vier Bergen, dem Brauberg, Schafsberg, Mühlenberg und Bleiberg. In der Mitte des Orts befindet sich ein weiterer Berg, auf dem die Virneburg steht.
Durch den Ort fließt der Nitzbach, der bei Schloss Bürresheim in die Nette mündet. Um den Ort befinden sich hauptsächlich Wälder, Weiden und Wiesen.

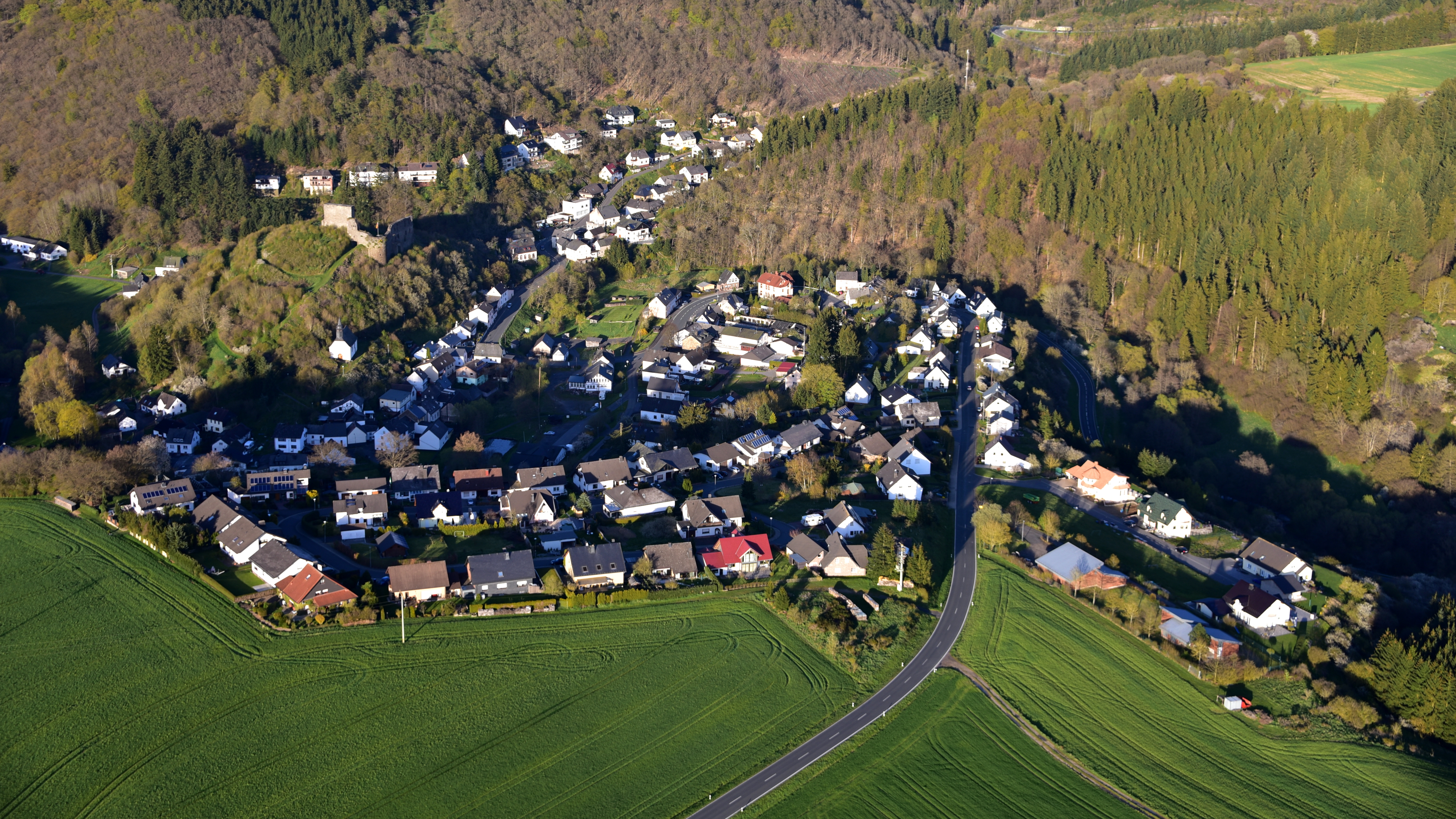
Virneburg, Luftaufnahme (2016)

### Nachbargemeinden
Virneburg grenzt an folgende Gemeinden (im Uhrzeigersinn, von Norden beginnend): Welschenbach, Langenfeld, Mayen, Hirten, Luxem, Nachtsheim und Baar.

## Geschichte

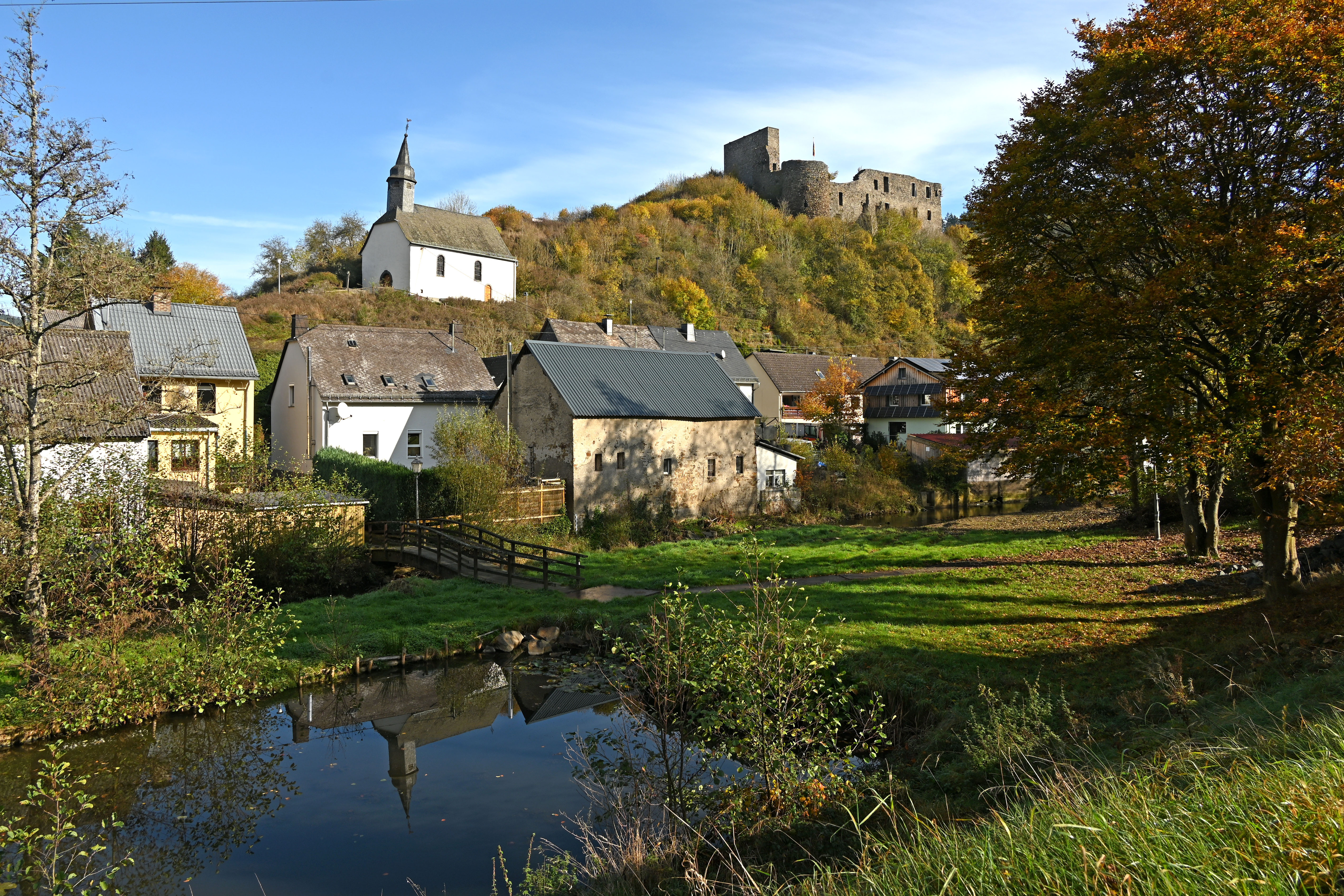
Virneburg im Nitztal mit Kapelle St. Trinitatis und Burgruine (2024)

Die Geschichte des Ortes Virneburg ist eng verbunden mit der Geschichte der gleichnamigen Burg, deren Ruinen als Wahrzeichen des Ortes gelten. Die Burg wurde vermutlich in der zweiten Hälfte des 12. Jahrhunderts errichtet und 1192 erstmals urkundlich erwähnt. Der Burgflecken entstand später am Fuß des Burgberges. Virneburg war Mittelpunkt der Grafschaft Virneburg.
Im Spätmittelalter war Virneburg kontinuierlich Residenz der Grafen von Virneburg bis 1545, 1570–1582 eine Nebenresidenz und 1582 bis 1594 Witwensitz, ehe Virneburg 1615 an die Grafen von Löwenstein-Wertheim kam.
Im Jahre 1815 wurde auf dem Wiener Kongress das Rheinland und damit auch Virneburg dem Königreich Preußen zugesprochen. Virneburg wurde Sitz einer Bürgermeisterei im 1816 neu errichteten Kreis Adenau, zugleich Sitz eines Friedensgerichts. Zur Bürgermeisterei Virneburg gehörten der Flecken Virneburg, zehn Dörfer, 13 Weiler, fünf Höfe und zwei Mühlen.
Statistik zur Einwohnerentwicklung
Die Entwicklung der Einwohnerzahl von Virneburg, die Werte von 1871 bis 1987 beruhen auf Volkszählungen:
| Jahr | Einwohner |
| 1815 | 259       |
| 1835 | 338       |
| 1871 | 302       |
| 1905 | 235       |
| 1939 | 258       |
| 1950 | 327       |

| Jahr | Einwohner |
| 1961 | 354       |
| 1970 | 378       |
| 1987 | 398       |
| 2005 | 460       |
| 2022 | 368       |

## Politik

### Gemeinderat
Der Gemeinderat in Virneburg besteht aus acht Ratsmitgliedern, die bei der Kommunalwahl am 9. Juni 2024 in einer Mehrheitswahl gewählt wurden, und dem ehrenamtlichen Ortsbürgermeister als Vorsitzendem.

### Bürgermeister
Torsten Zilles wurde am 12. August 2019 Ortsbürgermeister von Virneburg. Bei der Direktwahl am 26. Mai 2019 war er mit einem Stimmenanteil von 92,92 % gewählt worden. Bei der Direktwahl am 9. Juni 2024 wurde er als einziger Bewerber mit 86,7 % für weitere fünf Jahre wiedergewählt.
Vorgänger von Torsten Zilles war Herbert Pung, der das Amt ab 2008 ausübte.

### Wappen und Flagge
Blasonierung des Wappens: „Geteilt von Silber und Gold, oben auf flachem grünem Dreiberg ein schreitender goldbekronter und blaubewehrter roter Löwe mit erhobener linker Vorderpranke, unten sieben rote Rauten (4:3).“
Beschreibung der Flagge: „Hissflagge gold-rot-gold im Verhältnis 1/6: 4/6: 1/6 waagerecht gestreift. In der Mitte auf dem roten Streifen das Wappen der Ortsgemeinde Virneburg.“
Der Legende nach wird der Ursprung der Rauten so erklärt: Die Ungarn drangen im Jahr 933 bis nach Kaisersesch vor. Hier wurden sie von einem deutschen Heer geschlagen. Dabei tat sich besonders der Graf Albick von Virneburg hervor. Zum Dank verlieh ihm der Kaiser das Wappen mit den sieben Rauten, die die Langschilder der besiegten Ungarn symbolisierten.
Die Wappen finden sich noch heute an vielen Stellen, unter anderem in den Kirchen in Wanderath, Weiler, Nachtsheim, Mayen, Monreal, Schleiden, in der Kapelle in Einig und im Kölner Dom. Weiterhin zieren sie die Wappen der Ortsgemeinden Arft, Anschau, Baar, Bermel, Boos, Ditscheid, Ettringen, Luxem, Monreal, Münk, Nachtsheim, Weiler und Welling.
Bis 1615 enthielt das Wappen lediglich die sieben roten Rauten auf Gold. Danach kam die Grafschaft an Löwenstein-Wertheim und der Löwe wurde zusätzlich in das Wappen aufgenommen.
Am 26. Juni 1990 erhielt Virneburg die Genehmigung, eine Flagge zu führen.

## Sehenswürdigkeiten

### St. Trinitatis
Die Kapelle St. Trinitatis ist ein barocker Saalbau aus dem Ende des 17. Jahrhunderts.

### Burgruine
Im Zentrum von Virneburg liegt die Ruine der gleichnamigen Virneburg, Stammsitz der Grafen von Virneburg. Sie befindet sich auf einer Erhebung und wird von den vier umliegenden Virneburger Bergen Schaftberg, Bleiberg, Brauberg und Mühlenberg umgeben.

### Virne-Burgweg
Der rund um Virneburg führende Wanderweg „Virne-Burgweg“ wurde im Frühjahr 2008 als einer der Traumpfade des Kreises Mayen-Koblenz fertiggestellt. Der 9,9 km lange Wanderweg führt über 313 Höhenmeter und durch eine Mischung aus Wald und Heidelandschaften. Im September 2008 wurde der Weg auf der Wandermesse „Tour Natur“ in Düsseldorf zum Wanderweg des Jahres in der Kategorie Tagestouren gewählt.

Virneburg
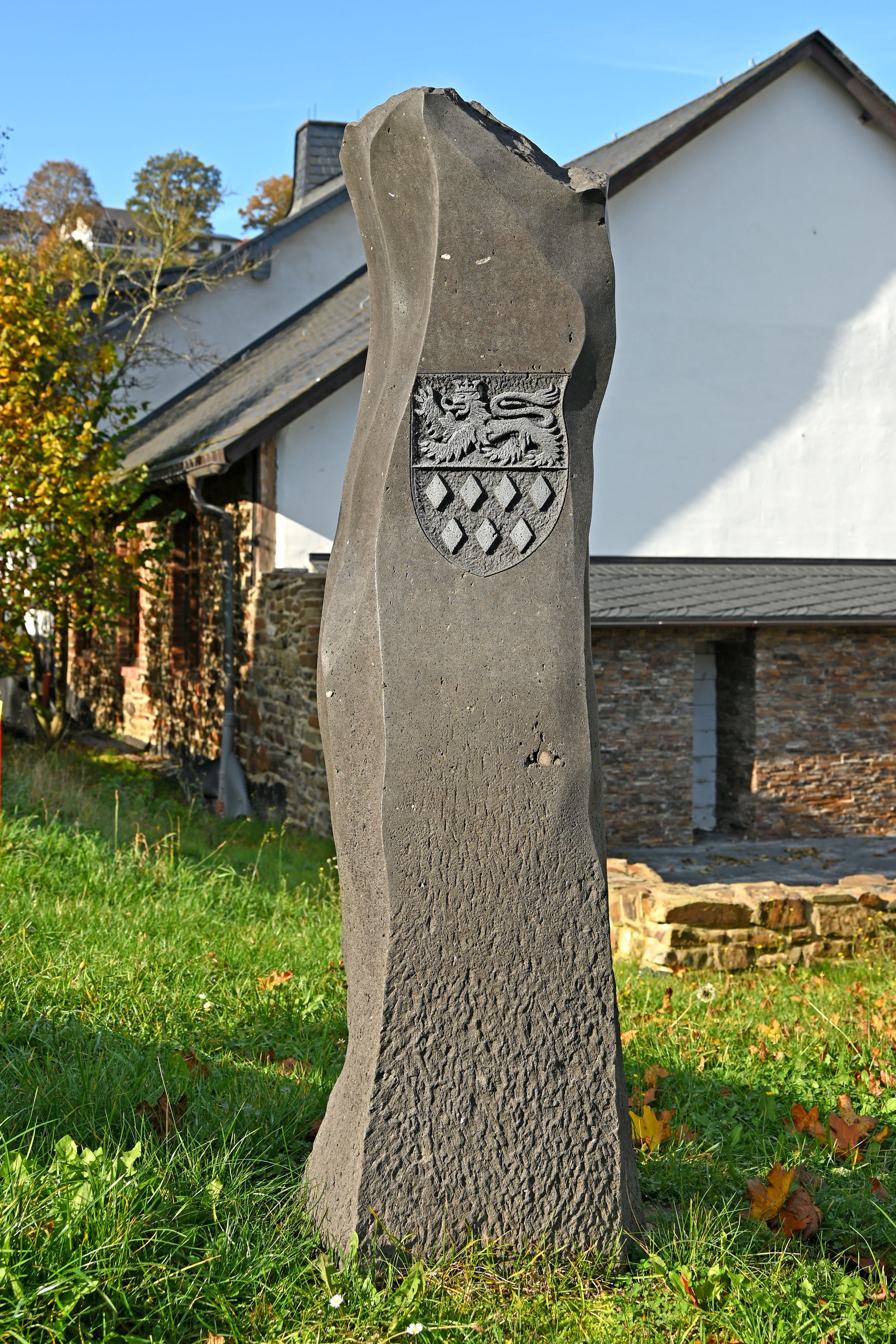
Wappenstele
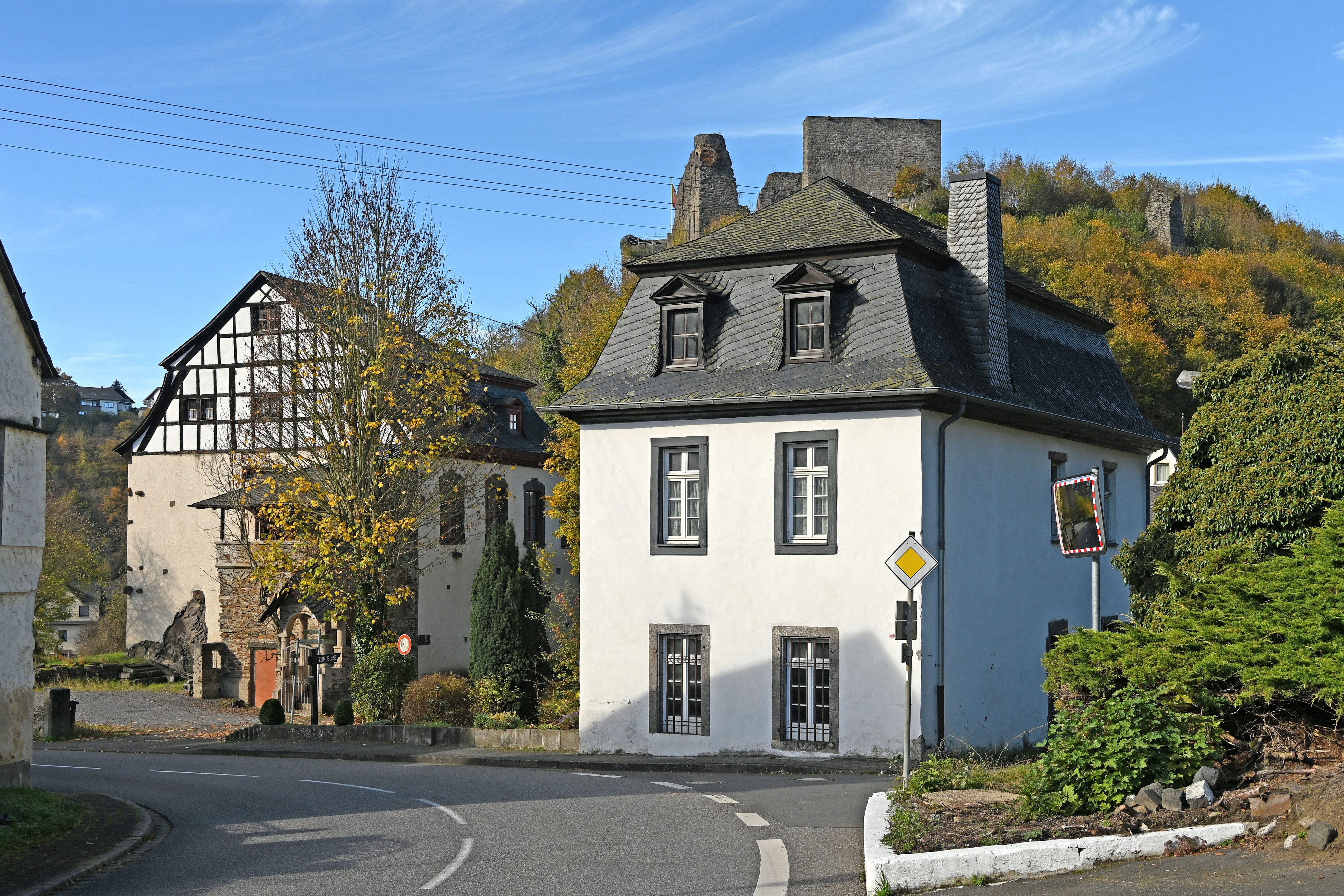
Barockhäuser
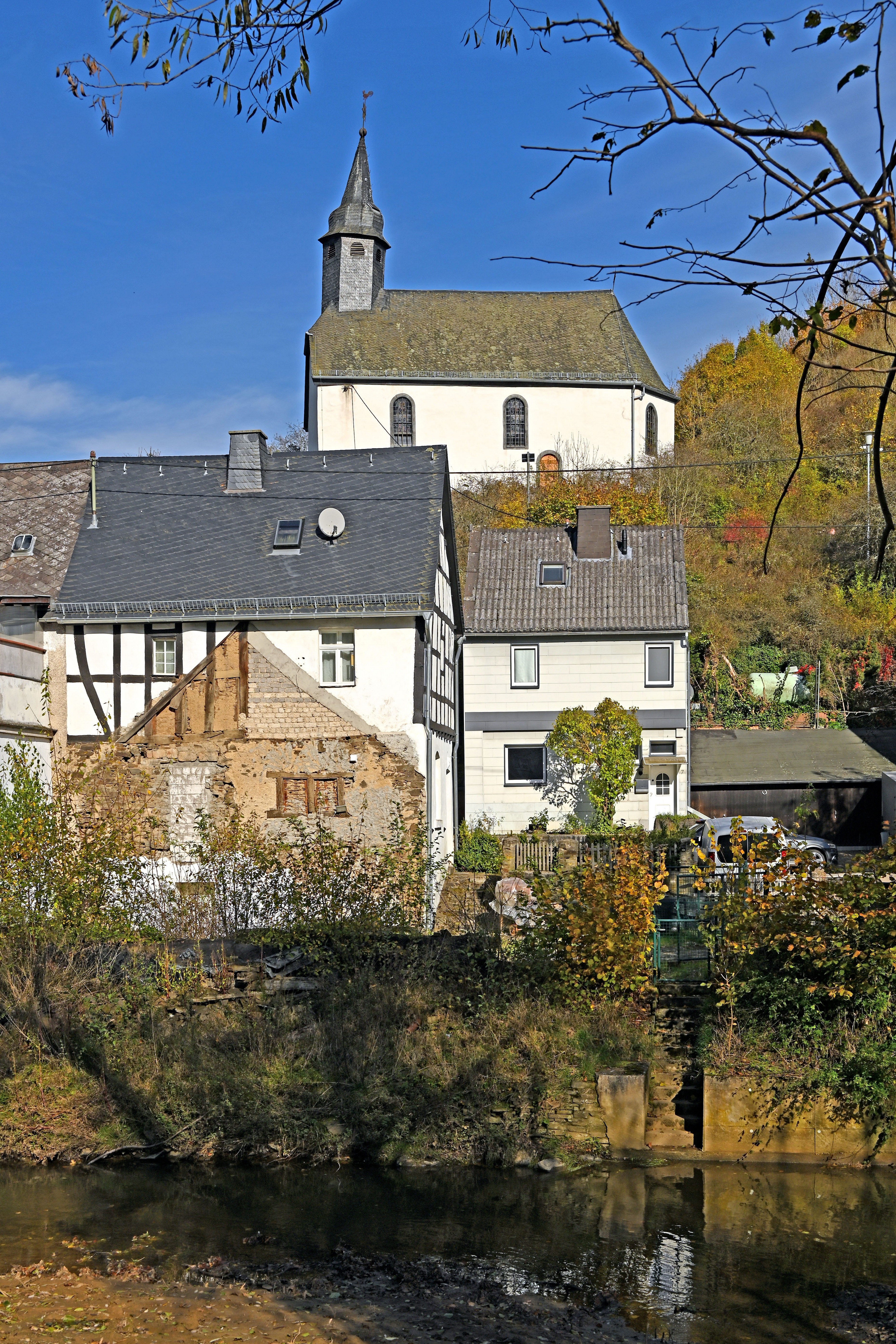
Kapelle
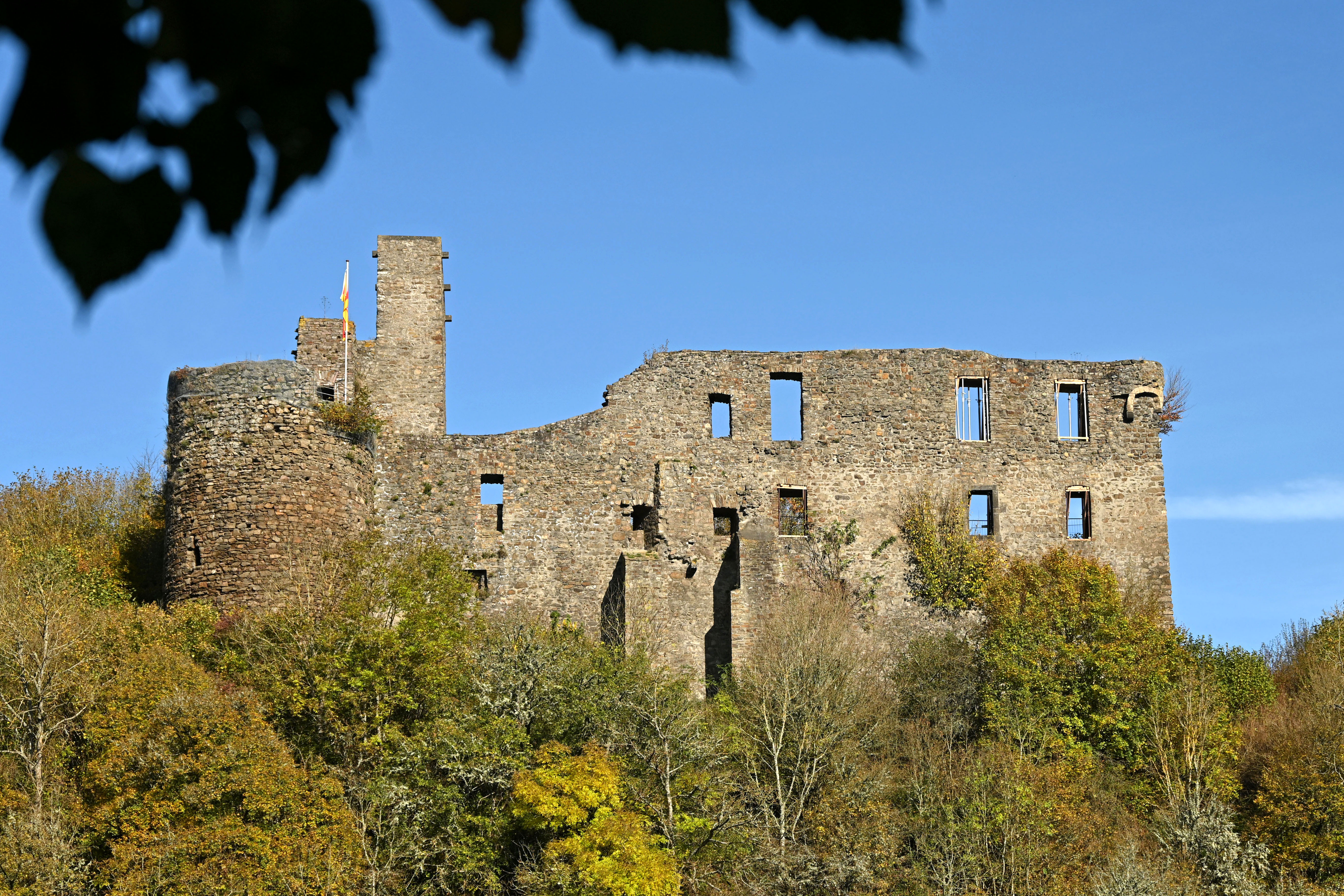
Burgruine
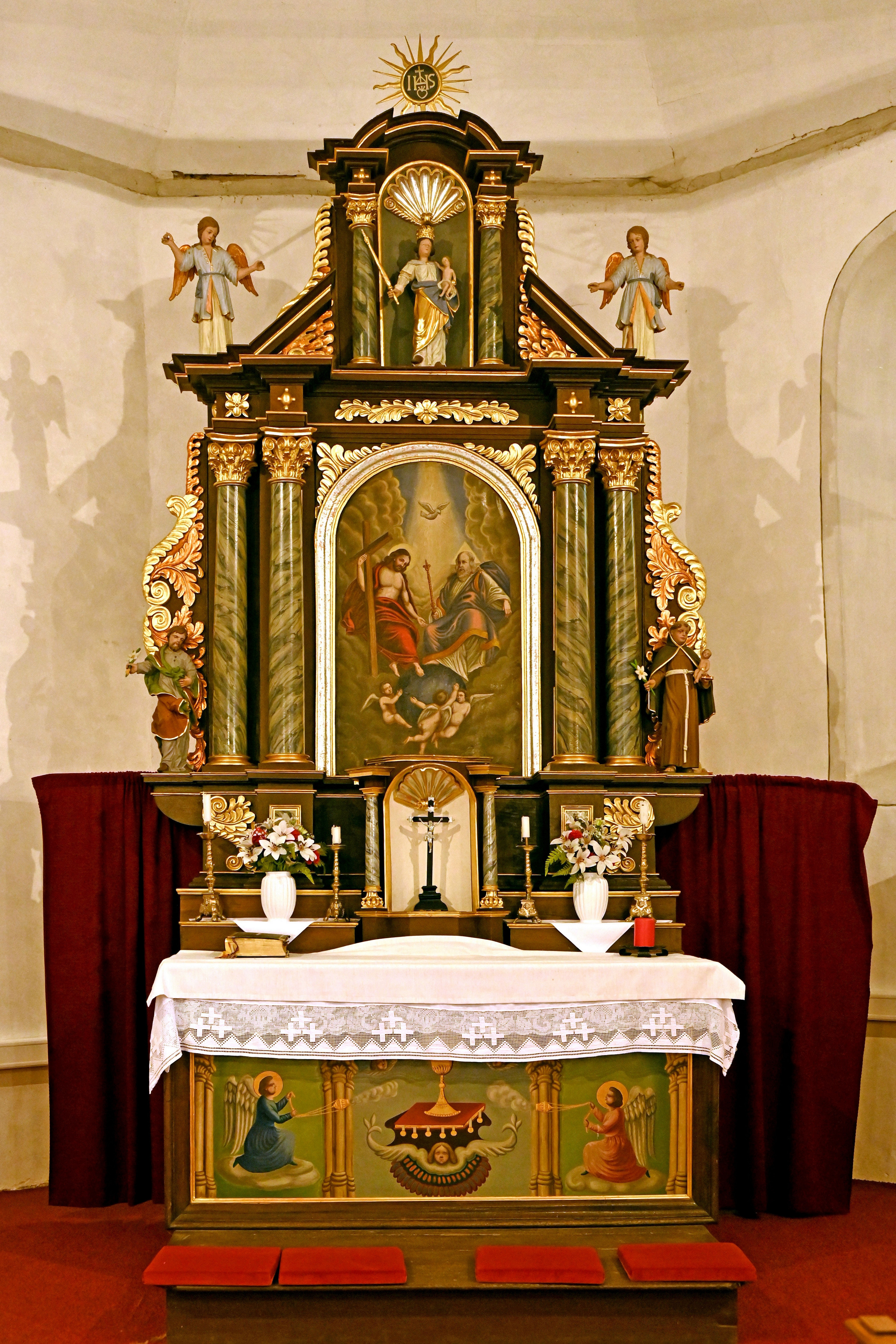
Hochaltar
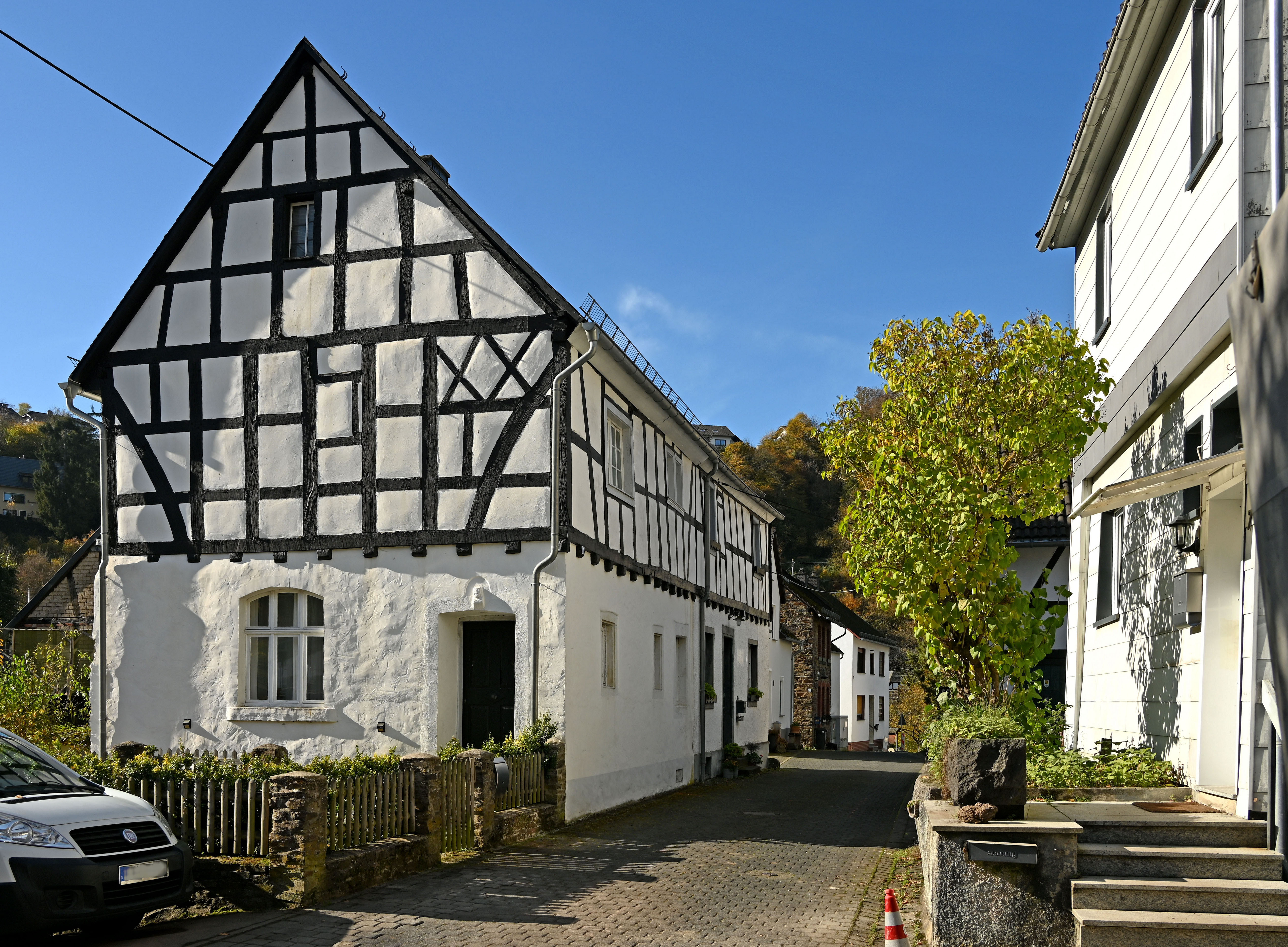
Fachwerkhaus
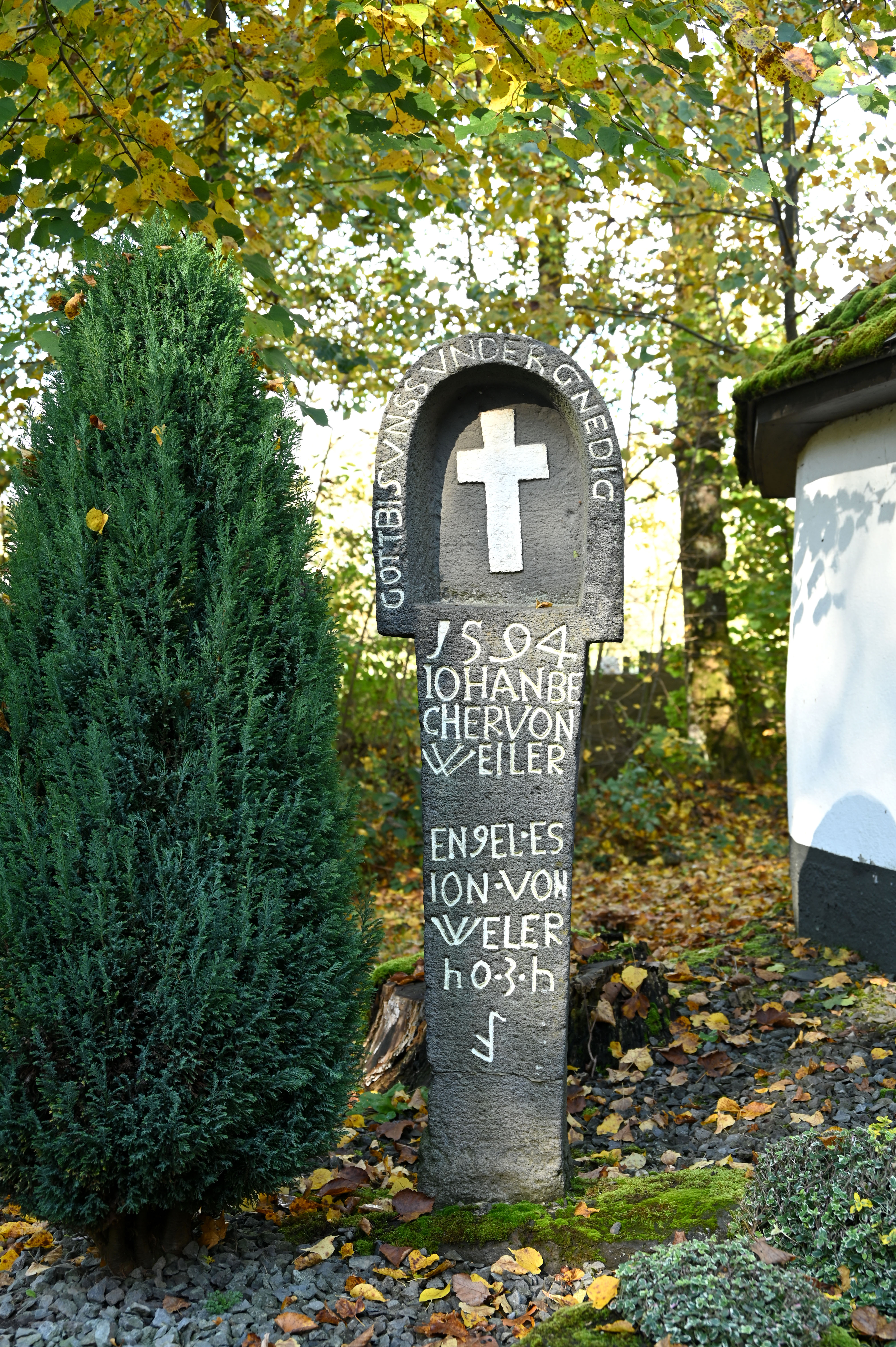
Kreuz 1594

Siehe auch: Liste der Kulturdenkmäler in Virneburg

## Infrastruktur
- Feuerwehr Virneburg: Die Freiwillige Feuerwehr Virneburg ist eine der fünf Stützpunktfeuerwehren der Verbandsgemeinde Vordereifel und als solche für die Ortsgemeinden Virneburg, Hirten, Baar und Herresbach zuständig.
- Kindertagesstätte: In der Au befindet sich über dem Gemeindehaus eine Kindertagesstätte.

## Söhne und Töchter
- Peter Kaufmann (1803–1872), Nationalökonom und Vordenker der Friedensforschung